# Kai Siegbahn
Kai Manne Börje Siegbahn, född 20 april 1918 i Lund, död 20 juli 2007 i Ängelholm, var en svensk fysiker och nobelpristagare. Han var son till Manne Siegbahn, bror till Bo Siegbahn och far till Per Siegbahn, Hans Siegbahn och Nils Siegbahn.

## Biografi
Siegbahn studerade vid Uppsala universitet och blev där filosofie kandidat, för att sedan vid Stockholms högskola disputera och bli filosofie doktor i fysik samt docent. Han var professor vid Tekniska högskolan i Stockholm 1951–1954 och upprätthöll sedan faderns professur i experimentell fysik vid Uppsala universitet 1954–1984.
Siegbahn var son till nobelpristagaren Manne Siegbahn och Karin Högbom, och fick själv Nobelpriset i fysik 1981, för sina "bidrag till utvecklingen av den högupplösande elektronspektroskopien". Han erhöll halva prissumman; den andra halvan delades av Nicolaas Bloembergen och Arthur L. Schawlow.
Kai Siegbahn invaldes som ledamot av  Kungliga Vetenskapssamhället i Uppsala 1955, Kungliga Vetenskapsakademien 1958 och  Ingenjörsvetenskapsakademien 1968.
Siegbahnsalen är den näst största undervisningssalen på Ångströmlaboratoriet vid Uppsala Universitet och är uppkallad efter Kai Siegbahn.
Kai Siegbahn ligger begravd på Uppsala gamla kyrkogård.